# 漢志阿拉伯語
漢志阿拉伯語（阿拉伯语：‎ ḥijāzī），是阿拉伯語變體的一種，在沙特阿拉伯的漢志地區使用。嚴格來講，漢志阿拉伯語可分為兩種方言，即農村使用的貝都因方言，與城市使用的方言。而“漢志阿拉伯語”通常指後者，在吉達、麥加、延布、麥地那等城市使用。
城市的漢志阿拉伯語接近蘇丹北部及上埃及的阿拉伯語(Ingham 1971)。漢志阿拉伯語與埃及阿拉伯語有諸多相似之處。厄立特里亞和蘇丹的拉謝達人也使用漢志阿拉伯語。漢志阿拉伯語於日常使用，並無官方地位。在正式場合使用現代標準阿拉伯語，尤其是在厄立特里亞等不通行阿拉伯語的國家。